# Trogus ixcuinae
Trogus ixcuinae är en stekelart som beskrevs av David B. Wahl 2006. Trogus ixcuinae ingår i släktet Trogus och familjen brokparasitsteklar. Inga underarter finns listade i Catalogue of Life.